# قهرمان رحمانی
قهرمان رحمانی (متولد ۱۳۳۳ در تاکستان) نماینده دوره‌های نخست و سوم مجلس شورای اسلامی از حوزه انتخابیه تاکستان و همچنین معاون سابق اداری و مالی دیوان محاسبات کشور است.